# Gonolobus leianthus
Gonolobus leianthus är en oleanderväxtart som beskrevs av John Donnell Smith. Gonolobus leianthus ingår i släktet Gonolobus och familjen oleanderväxter. Inga underarter finns listade i Catalogue of Life.